# Victor Bourgeois
Victor Bourgeois (Charleroi, 29 de agosto de 1897-Ixelles, 24 de julio de 1962) fue un arquitecto y urbanista racionalista belga. Fue el principal divulgador del Movimiento moderno en su país, con una gran preocupación social que desarrolló como arquitecto y urbanista.

## Trayectoria
Estudió en la Academia Real de Bellas Artes de Bruselas (1914-1919). Junto a su hermano el poeta Pierre Bourgeois redactó algunas revistas de corta existencia dedicadas al arte y el activismo social, como Au volant (1919) y Le Geste (1919-1920). Fue uno de los fundadores del Centro de Arte de Bruselas, que organizó diversas exposiciones artísticas —como las primeras de René Magritte— y conferencias, como una de Theo van Doesburg sobre el movimiento neerlandés De Stijl. Entre 1922 y 1928 publicó con su hermano la revista semanal 7 Arts, que se convirtió en el principal órgano de difusión de la vanguardia artística belga.
Se inició como arquitecto de la Sociedad Nacional de Viviendas Baratas, creada en 1919 para solventar la destrucción causada durante la Primera Guerra Mundial, para la que diseñó diversos conjuntos de viviendas. En 1921 viajó a los Países Bajos, donde recibió la influencia del neoplasticismo, que marcaría sus primeras obras. A su regreso construyó el primer edificio para la Sociedad, un inmueble de inspiración cubista que dio nombre a la calle donde se ubica, la calle del Cubismo, en Koekelberg (Bruselas). Su proyecto más importante para la Sociedad de Viviendas Baratas fue la Cité moderne en Berchem-Sainte-Agathe (1922-1926), una ciudad-jardín de 275 viviendas en las que desarrolló los principios de la plástica pura que defendía en la revista 7 Arts, realizadas con hormigón pobre vertido en encofrados de la altura de un piso, que se podían desmontar y reutilizar de forma repetida.

Cité Moderne (Berchem-Sainte-Agathe)
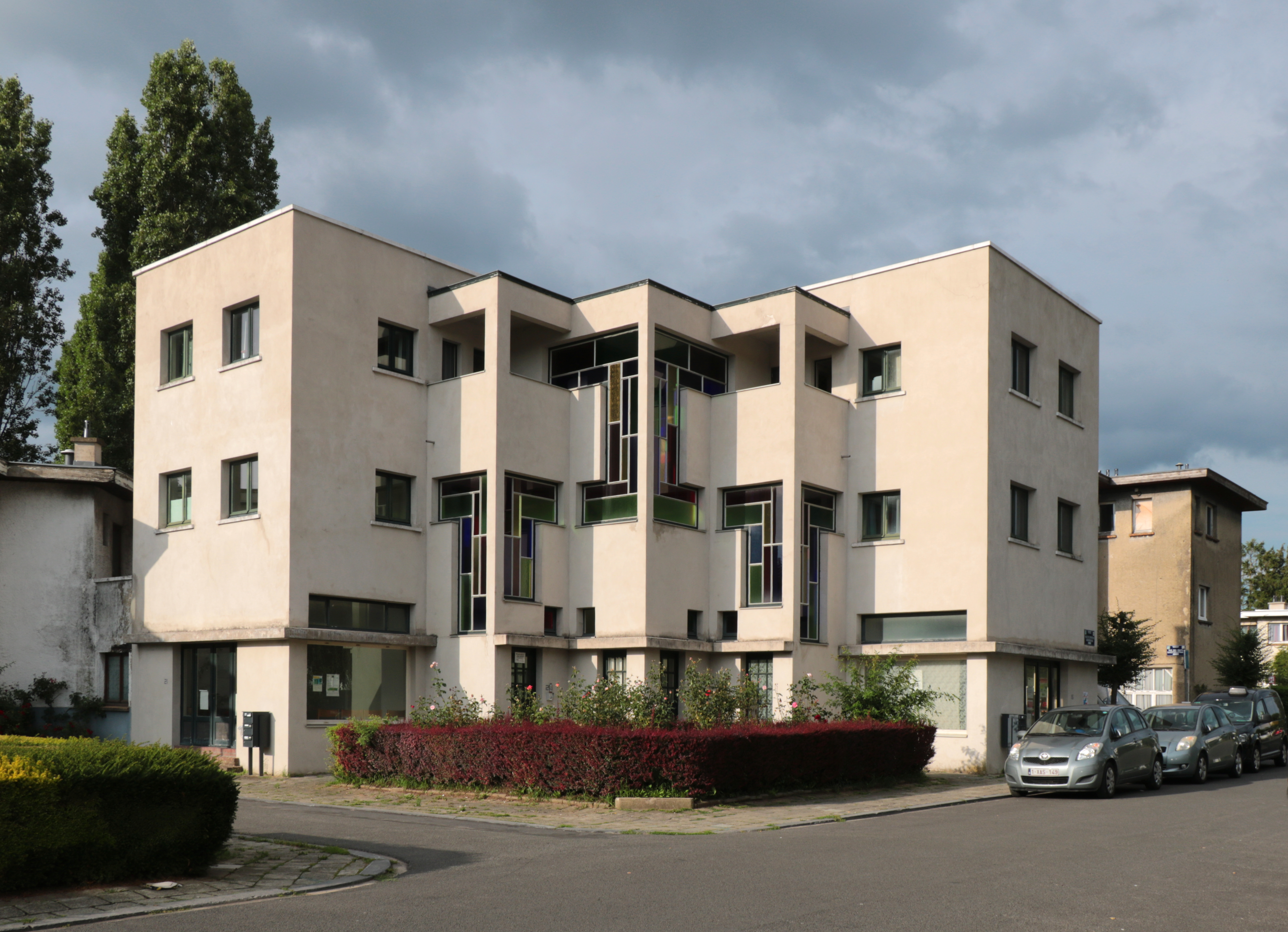
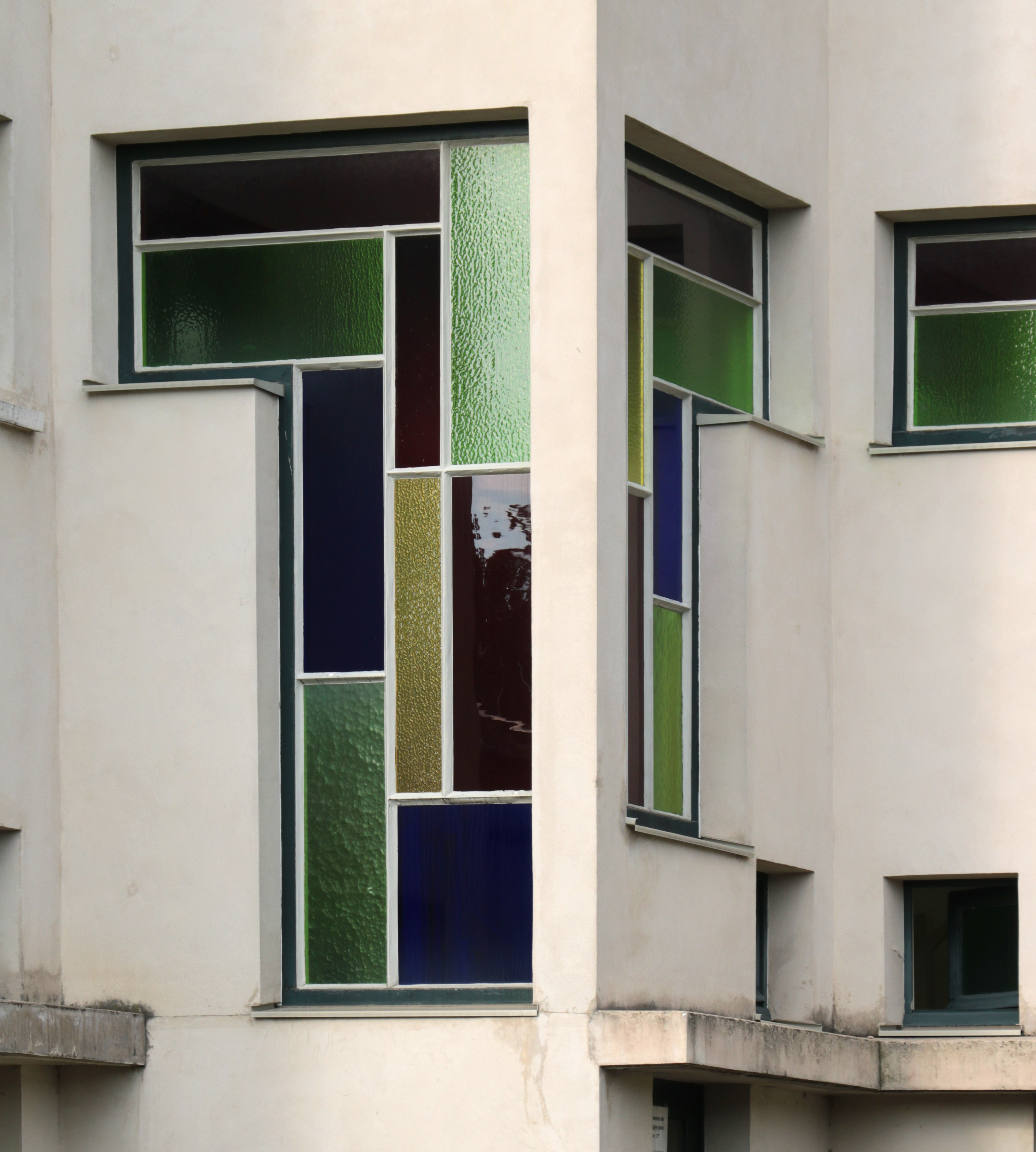
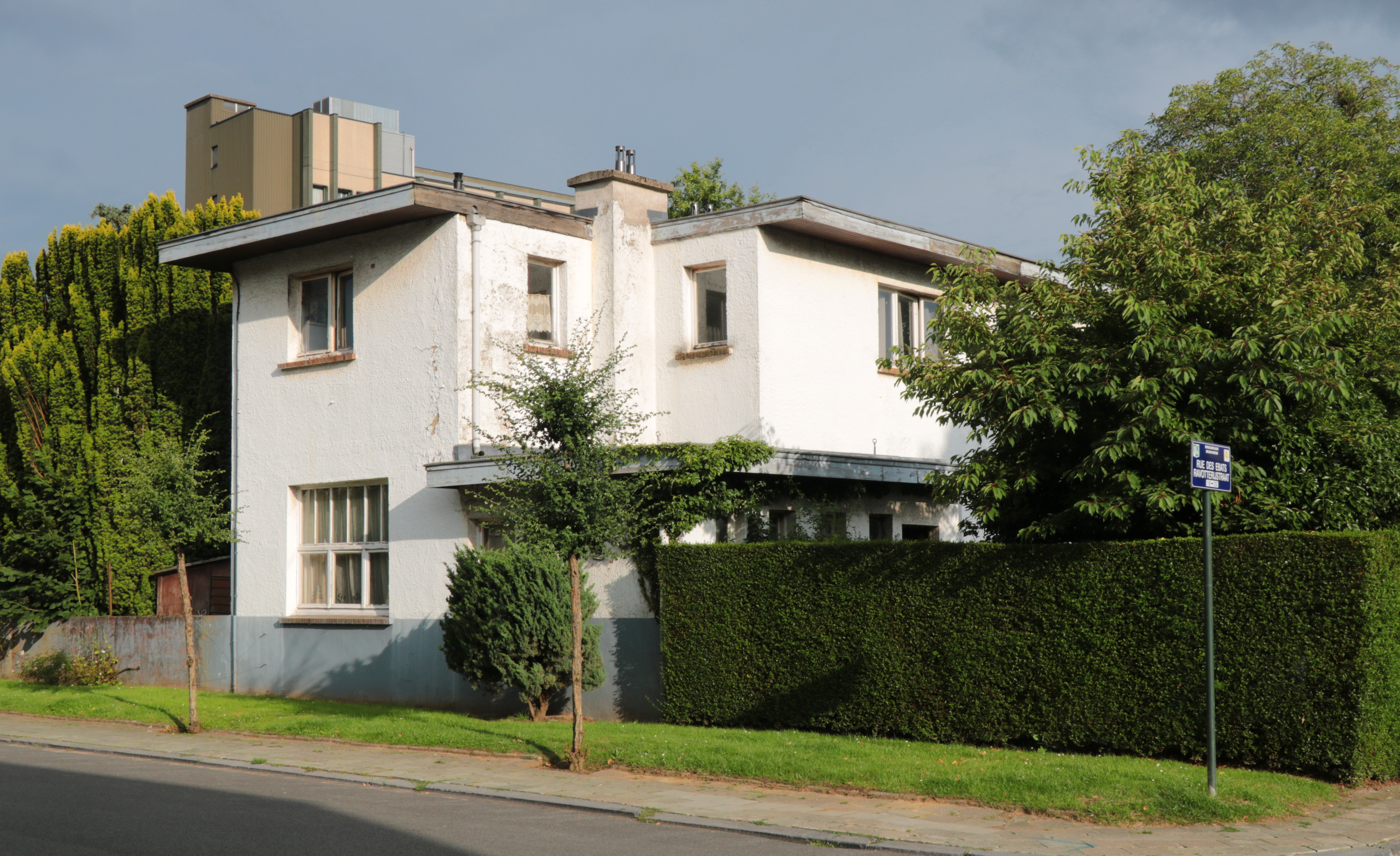

En 1925 construyó su casa en Bruselas, de sencillas formas racionalistas. Entre 1927 y 1928 edificó el taller del escultor Oscar Jespers en Bruselas.
En 1927 participó en la urbanización Weißenhofsiedlung de Stuttgart, una exposición organizada por el Deutscher Werkbund con el objetivo de promover la vivienda de bajo coste, supervisada por Ludwig Mies van der Rohe y en la que participaron diversos arquitectos alemanes junto a otros de otros países, como Le Corbusier, Pierre Jeanneret, Josef Frank, J.J.P. Oud, Mart Stam y el propio Bourgeois. Se construyeron treinta y una viviendas, diseñadas bajo unas premisas de unidad visual basadas en paredes de revoco blanco, formas rectangulares, cubiertas planas y bandas horizontales de ventanas. Bourgeois construyó una vivienda unifamiliar.
Ese mismo año aceptó el ofrecimiento de Henry Van de Velde para impartir clases en la recién creada École nationale supérieure d'architecture et des arts visuels (La Cambre) en Bruselas, donde impartieron clases algunos de los principales arquitectos belgas de entreguerras, como Huibrecht Hoste, Jean-Jules Eggericx y Raphaël Verwilghen, además de Bourgeois. Fue profesor en esta institución hasta 1962.

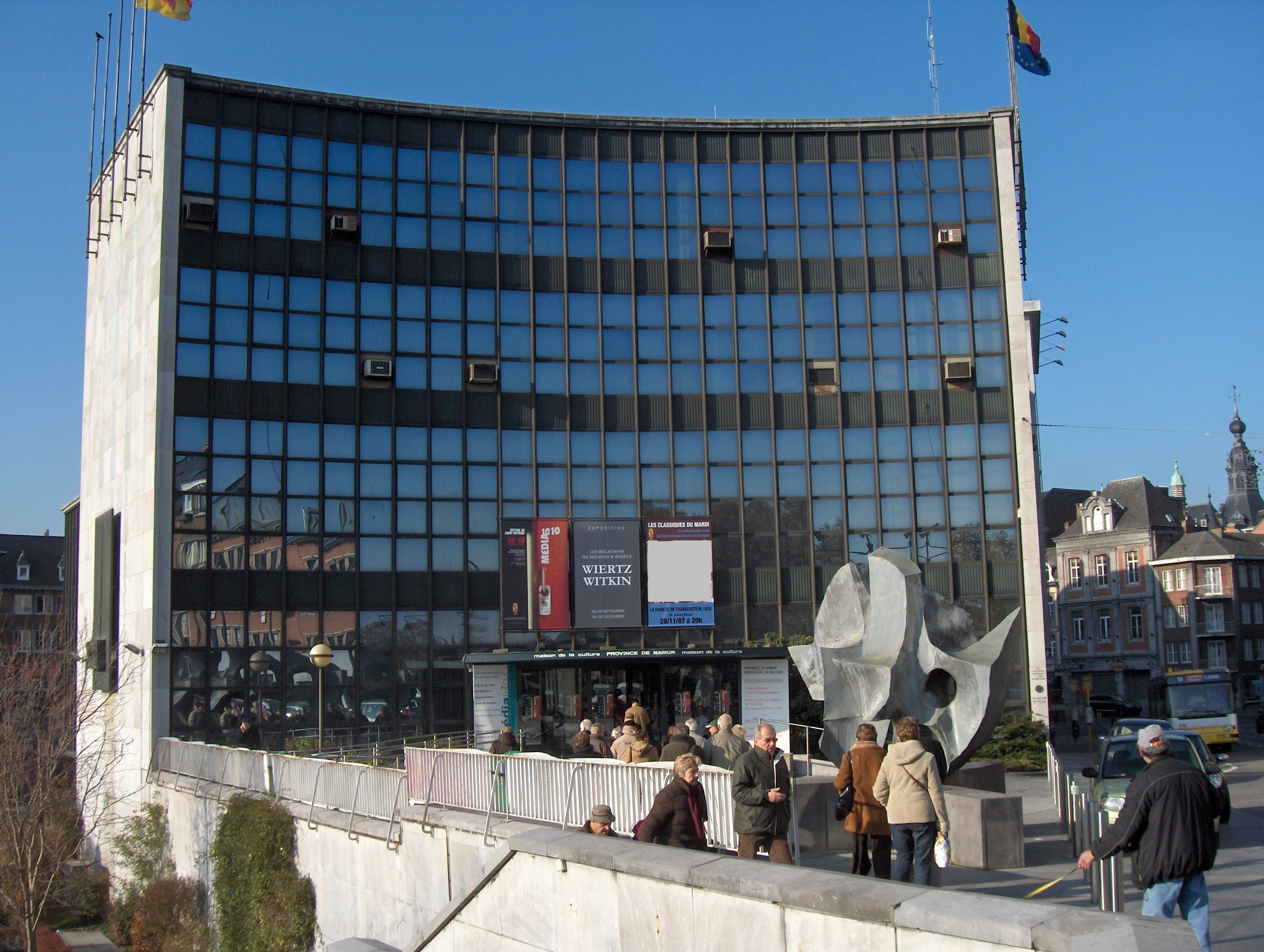
Casa de la Cultura de Namur (1957)

Al año siguiente representó a Bélgica junto a Huib Hoste en el primer congreso del CIAM (Congreso Internacional de Arquitectura Moderna), del que fue uno de los fundadores. En el segundo congreso, celebrado en Frankfurt en 1929, se encargó de redactar un estudio sobre vivienda social, El programa de la vivienda mínima, uno de sus principales escritos teóricos. En 1930 organizó el III CIAM, celebrado en Bruselas, dedicado a la «urbanización racional» del espacio. Al año siguiente se recogieron las conclusiones del certamen en un informe titulado Rationelle Bebauungsweisen, redactado por Bourgeois junto a Sigfried Giedion, Cornelis van Eesteren y Rudolf Steiger. Desde entonces se centró más en el urbanismo.
Entre sus proyectos de esos años destacan su propuesta de un museo vivo del urbanismo o Urbaneum (1928) y un proyecto de ciudad mundial para  la periferia de Bruselas, en Tervuren (1932), proyectado para el documentalista Paul Otlet.
En 1931 se adhirió a la Union des Artistes Modernes (UAM), una asociación de pintores, escultores y arquitectos que promovió diversas exposiciones y, en 1934, publicó el manifiesto Pour l'art moderne, cadre de la vie contemporaine, que defendía la arquitectura moderna.
Entre 1933 y 1934 publicó con su hermano y el arquitecto Marcel Schmitz la revista Bruxelles, dedicada a la gestión urbanística.
Con ocasión de la Exposición General de Bruselas de 1935 presentó una estación modelo en el gran mercado de Heysel. Entre 1937 y 1949 construyó la Oficina de cheques postales de Bruselas. En 1939 construyó junto a Henry Van de Velde y Léon Stynen el pabellón belga de la World's Fair de Nueva York.
Tras la Segunda Guerra Mundial fue autor de obras como el Ayuntamiento de Ostende (1954), la Ciudad de la infancia en Marcinelle (1955, con Marcel Leborgne), la Casa de la Cultura de Namur (1957, con J. Ledoux, G. Lambeau y J. Collin) y el Pabellón Eternit para la Exposición General de Bruselas de 1958.